# Hypena divecla
Hypena divecla är en fjärilsart som beskrevs av M.Gaede. Hypena divecla ingår i släktet Hypena och familjen nattflyn. Inga underarter finns listade i Catalogue of Life.